# 佐藤信 (政治家)
佐藤 信（さとう しん、1946年（昭和21年）11月17日 - ）は、日本の政治家。元栃木県鹿沼市長（4期）。元栃木県議会議員（5期）。

## 来歴
栃木県鹿沼市出身。栃木県立鹿沼高等学校卒業後、高崎経済大学入学。高崎経済大学を卒業し、1969年（昭和44年）4月、藤井産業株式会社に就職。1972年（昭和47年）4月、鹿沼市役所に再就職。
1991年（平成3年）4月、栃木県議会議員選挙に出馬し、初当選。以後5期連続当選し、18年間県議を務める。県議時代は民主党に所属した。
2008年（平成20年）5月25日に行われた鹿沼市長選挙に無所属で出馬。3選を目指す現職の阿部和夫を破り初当選した（佐藤：37,378票、阿部：15,440票）。投票率は64.03％。
2012年（平成24年）、無投票により再選。
2016年（平成28年）、元職の阿部和夫と元市議会議長の冨久田耕平を破り3選。投票率は54.03％。
2020年（令和2年）5月24日執行の市長選挙で、自民・公明推薦の元国会議員政策秘書の石下友彦を破り、4期目の当選を果たした。
2024年（令和6年）6月に予定される市長選挙には立候補せず、4期目の任期満了を以て勇退する意向を固めたことが伝えられている。なお、後継指名などはしていないものの、佐藤の後継を決める市長選においては、元立憲民主党県議の松井正一の出陣式に出席している。投開票の結果、松井が自民・公明推薦の候補を破り初当選した。

## 政策・主張
- 2019年（平成31年）4月22日、LGBTなど性的少数者のカップルが婚姻に相当する関係にあると認める「パートナーシップ宣誓制度」を同年6月に導入すると発表した[10]。